# Ballynahowna
Die nicht klassifizierbare zwischen 4000 und 2500 v. Chr. in der Jungsteinzeit errichtete Megalithanlage im Townland Ballynahowna (irisch Baile na hAbhna) liegt nördlich der Straße N59, westlich von Dromore West und südlich von Easky im County Sligo in Irland. Die auf der OS-Karte als „Druids Altar“ markierte Anlage befindet sich auf einer ebenen Weide, etwa 100 m westlich des River Easky (oder Easkey) (irisch An Iaseaigh).
Die Anlage liegt auf einem in West-Ost-Richtung orientierten ovalen Hügel von etwa 10 × 3 m und besteht aus sechs aufrechten Orthostaten und drei liegenden Platten. Die aufrechten Steine sind 2,3 m bis 1,8 m hoch und die liegenden Platten am westlichen Ende der Struktur sind 1,8 m und 1,6 m lang. Eine etwa 3,2 × 1,8 × 0,6 m messende Platte, liegt etwa 2 m südlich des Hügels und ist vielleicht eine verschobene Deckenplatte.